# 塔米·基乌鲁
塔米·基乌鲁（芬蘭語：Tami Kiuru，1976年9月13日—），芬兰男子跳台滑雪运动员。他曾代表芬兰参加2006年冬季奥林匹克运动会跳台滑雪比赛，获得男子团体高跳台银牌。